# Blowing Point
Blowing Point is een dorp en haven op het eiland Anguilla. Het telde 870 inwoners in 2011. In Blowing Point vertrekt de veerboot naar Sint Maarten.

## Overzicht
Blowing Point is een dorp aan de Caraïbische Zee dat tegenover het eiland Sint Maarten ligt. Het bestaat uit drie delen: Blowing Point East dat zich ten oosten van de veerbootterminal bevindt, Sandy Point ligt ten westen en heeft een zacht zandstrand, Cul de Sac is het meest westelijk en is rotsachtig, maar elke villa in Cul de Sac heeft zijn eigen privéstrandje.

## Veerboten
De veerboot naar Marigot vertrekt vanaf Blowing Point. Er vertrekken ook veerboten naar Philipsburg, maar de frequentie ligt lager. De terminal was in de jaren 1970 gebouwd voor een 50.000 passagiers per jaar. In 2006 kwamen 198.421 passagiers aan in Blowing Point, en vertrokken 192.151 passagiers. 52,9% van de passagiers waren bezoekers, en 56% van de toeristen gebruikten de veerboot om het eiland te bereiken. Bovendien boden veel luchtvaartmaatschappijen charterboten aan tussen Princess Juliana International Airport en Blowing Point.:7 In 2020 werd besloten dat de veerbootterminal zal worden uitgebreid.

## Dolfinarium
In Blowing Point bevond zich Dolphin Discovery waar men kon zwemmen met dolfijnen. In 2017 werd het dolfinarium verwoest door orkaan Irma, en werden de dolfijnen naar Saint Kitts verhuisd. In december 2021 werd een akkoord bereikt, en keert het dolfinarium terug naar Anguilla.

## Galerij

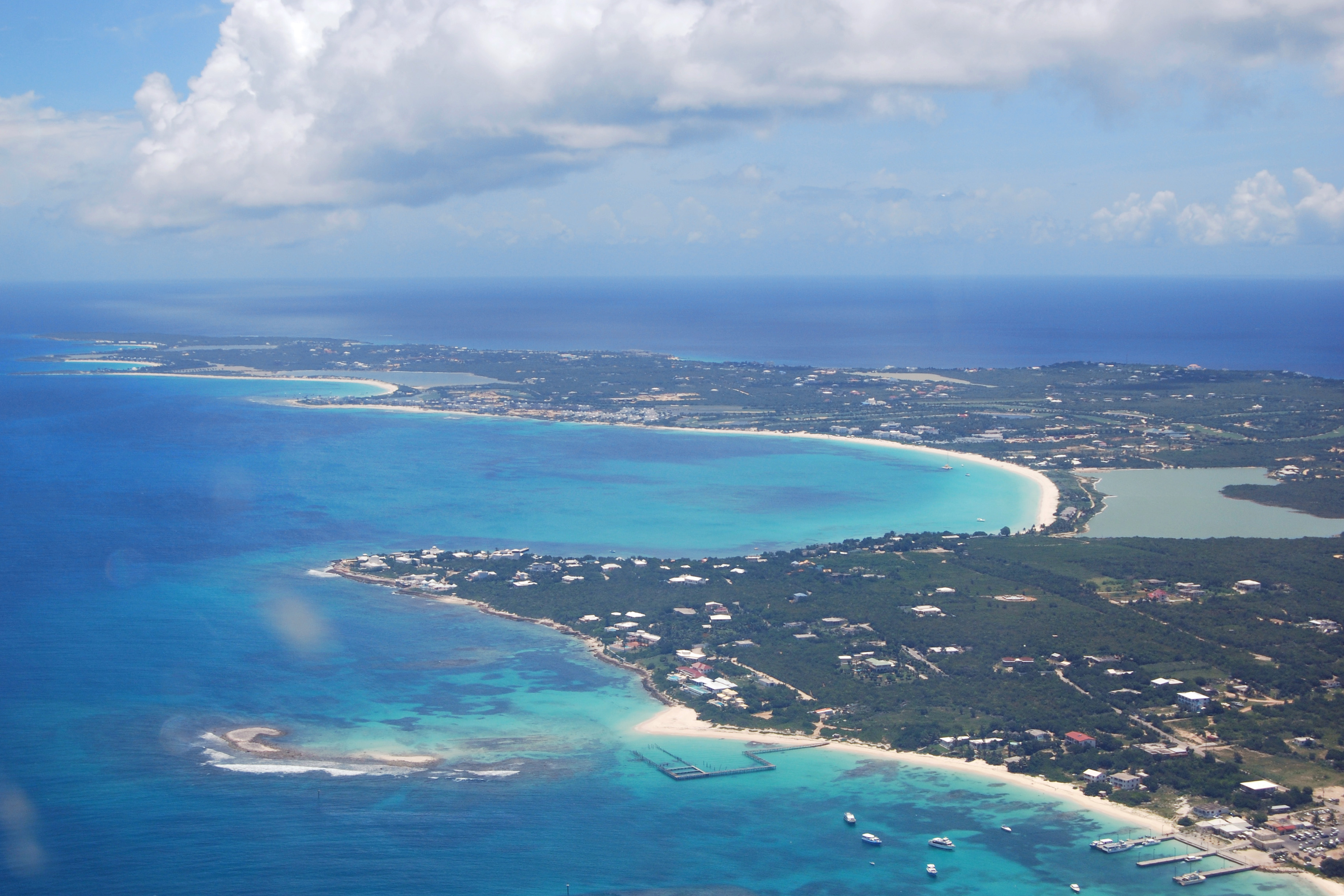
Luchtfoto van Blowing Point
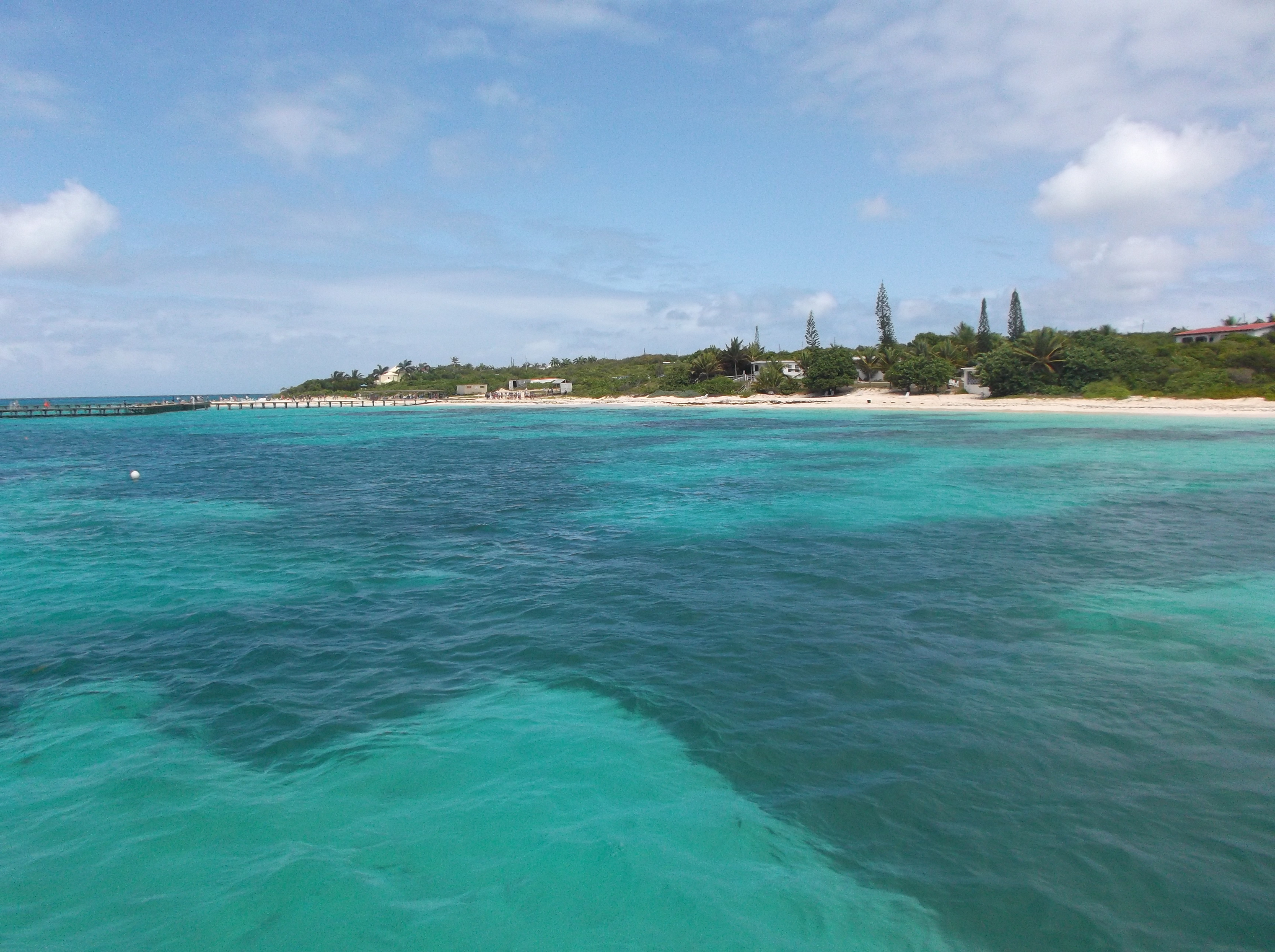
Blowing Point vanaf de zee
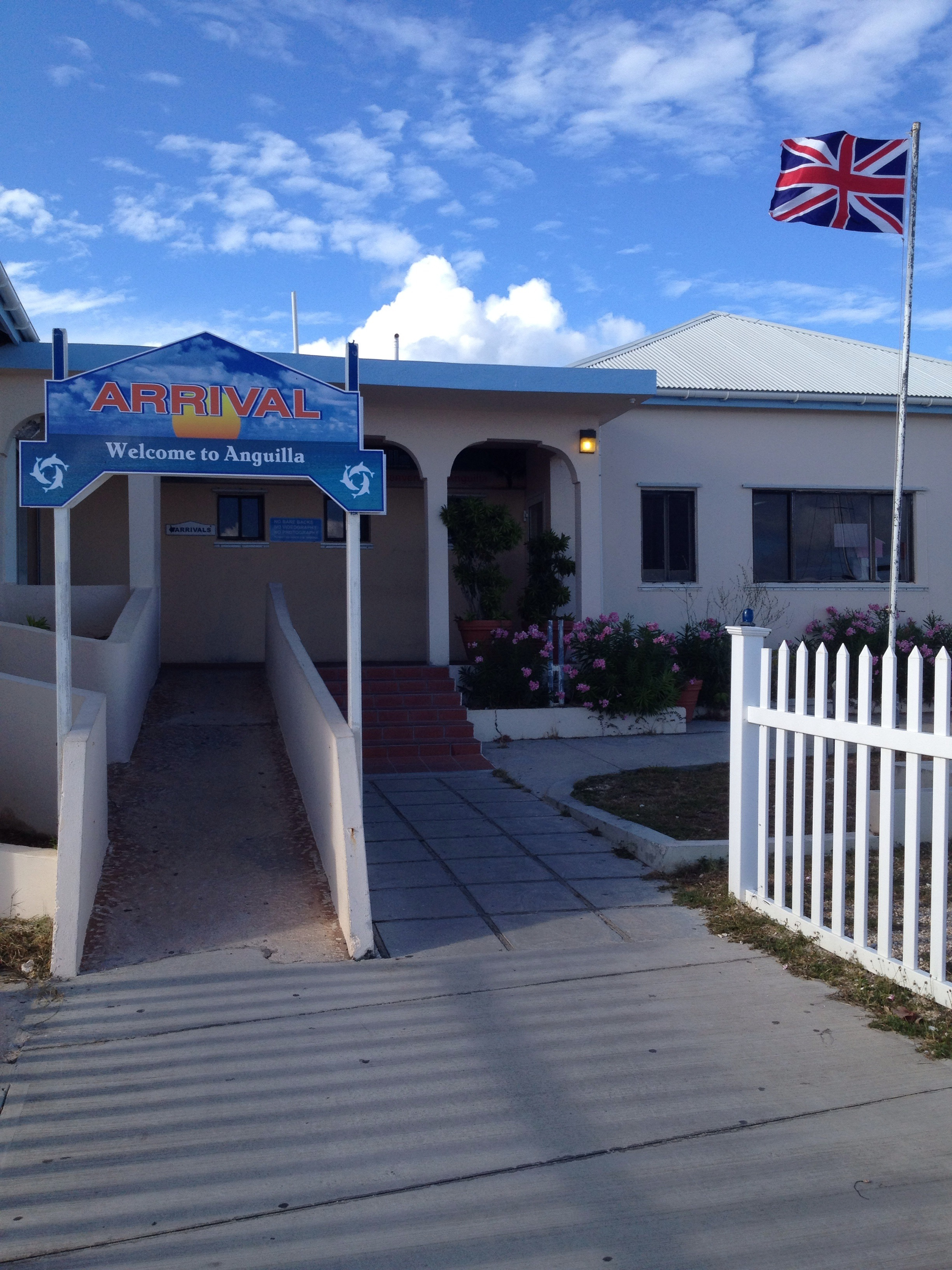
Aankomst in Anguilla

Blowing Point · East End · Island Harbour · Sandy Ground · The Valley · West End